# Cipriano Pallavicino
Cipriano Pallavicino o Pallavicini (Genova, 1510 – Genova, 1586) è stato un arcivescovo cattolico italiano.

## Biografia

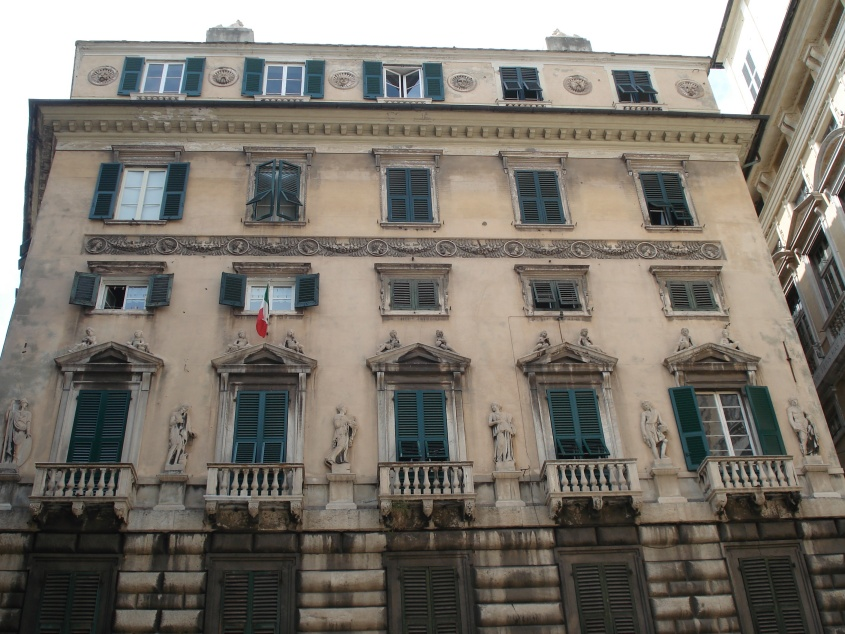
Palazzo Cipriano Pallavicini

Nato a Genova nel 1510, Cipriano Pallavicino venne così battezzato in onore dell'omonimo nonno paterno, scomparso lo stesso anno. Inizialmente dedito agli studi umanistici, prese l'abito talare solo in età matura. Tra il 1543 e il 1563 partecipò al concilio di Trento in qualità di protonotario apostolico, e fu nunzio della Camera Apostolica a Napoli dal 15 maggio 1566 fino al novembre o dicembre dello stesso anno.
Venne nominato arcivescovo di Genova il 14 novembre 1567, sotto il pontificata di papa Pio V, celebrante Egidio Valenti, vescovo di Nepi e Sutri, e concelebranti Francesco Maria Piccolomini, vescovo di Pienza, e Girolamo Garimberti, vescovo emerito di Gallese; l'anno seguente ricevette il pallio; si premurò di far applicare i decreti del concilio nella sua diocesi, e per questo motivo, nel 1574, organizzò un sinodo provinciale (l'ultimo a Genova prima di quello indetto dal cardinal Giuseppe Siri nel 1950), a cui presenziarono i vescovi di tutta la Liguria, del basso Piemonte e delle diocesi corse di Nebbio, Mariana e Accia.
Appassionato di studi letterari, patrocinò la pubblicazione di varie opere, come La dottrina cristiana per i fanciulli e idioti da istruirsi nella fede di Mariano da Genova. Cercò inoltre di accelerare la ristrutturazione della cattedrale di San Lorenzo, spingendo anche perché l'incarico fosse affidato all'architetto Galeazzo Alessi; disegnò inoltre il progetto per la nuova facciata del Palazzo Cipriano Pallavicini, che da lui prende il nome. Commissionò anche alcuni affreschi per il palazzo arcivescovile al pittore Luca Cambiaso.
Morì nel 1586, e venne sepolto nella cattedrale di San Lorenzo, presso l'altare dedicato ai santi Pietro e Paolo, in un sepolcro che si era fatto preparare fin dal 1575.

## Genealogia episcopale
La genealogia episcopale è:
- Cardinale Scipione Rebiba[3]
- Vescovo Egidio Valenti
- Arcivescovo Cipriano Pallavicino